# شينغو سوزوكي
شينغو سوزوكي (باليابانية: 鈴木 慎吾) (مواليد 20 مارس 1978)، هو لاعب كرة قدم ياباني سابق كان يلعب كلاعب وسط.

## وصلات خارجية
- شينغو سوزوكي على موقع رابطة كرة القدم اليابانية للمحترفين (اليابانية)
- شينغو سوزوكي على موقع قاعدة بيانات كرة القدم.إي يو (الإنجليزية)
- شينغو سوزوكي على موقع Soccerway.com (الإنجليزية)
- شينغو سوزوكي على موقع عالم كرة القدم.نت (الإنجليزية)
- شينغو سوزوكي على موقع كووورة